# The Tin Star (videogioco)
The Tin Star (ティンスター?, Tin Sutā) è un videogioco sparatutto a tema western per arcade, edito nel 1984 dalla Taito.
È stato emulato per la prima volta ed è tuttora presente nell'antologia di Hamster Corporation Arcade Archives per PlayStation 4 e Nintendo Switch.

## Modalità di gioco
Lo sceriffo Zeke giunge a Cactus Gulch, cittadina del Far West occupata da banditi armati fino ai denti. Essi spuntano in continuazione da dietro finestre, porte e altri nascondigli. Il giocatore, controllando lo sceriffo ha il compito di eliminarli uno per uno con colpi di pistola prima che possano sparare a loro volta; se venisse colpito da un fuoco nemico perde una vita. Quarantacinque in tutto i pistoleri da sbaragliare, quindici per ciascuna delle tre ripetitive fasi che compongono il titolo. Le ambientazioni comprendono l'esterno della cittadina, l'interno del saloon e la stalla.
Superate tali fasi vi è il minigioco del duello a cavallo: se Zeke riesce in un sol colpo a centrare il fuorilegge, il già ottenibile punteggio bonus viene moltiplicato.

## Accoglienza
In Giappone, la rivista Game Machine elencò The Tin Star nel numero del 1º febbraio 1984 come l'unità arcade di maggior successo del mese.